# Elezioni presidenziali in Messico del 2006
Le elezioni presidenziali in Messico del 2006 si sono tenute il 2 luglio, contestualmente alle elezioni parlamentari.

## Risultati
| Felipe Calderón             | Partito Azione Nazionale                                 | 15 000 284 | 36,69 |  |  |  |  |  |
| Andrés Manuel López Obrador | Coalición Por el Bien de Todos (PRD - PT - Convergencia) | 14 756 350 | 36,09 |  |  |  |  |  |
| Roberto Madrazo             | Alianza por México (PRI - PVEM)                          | 9 301 441  | 22,75 |  |  |  |  |  |
| Patricia Mercado            | Partito Alternativo Socialdemocratico e Contadino        | 1 128 850  | 2,76  |  |  |  |  |  |
| Roberto Campa Cifrián       | Nuova Alleanza                                           | 401 804    | 0,98  |  |  |  |  |  |
| Candidati non registrati    | -                                                        | 297 989    | 0,73  |  |  |  |  |  |
| Totale                      | Totale                                                   | 40 886 718 | 100   |  |  |  |  |  |
|                             |                                                          |            |       |  |  |  |  |  |
| Voti non validi             | Voti non validi                                          | 904 604    | 2,16  |  |  |  |  |  |
| Votanti                     | Votanti                                                  | 41 791 322 | 58,55 |  |  |  |  |  |
| Elettori                    | Elettori                                                 | 71 374 373 |       |  |  |  |  |  |